# 4473 Сірс
4473 Сірс (4473 Sears) — астероїд головного поясу, відкритий 28 лютого 1981 року.
Тіссеранів параметр щодо Юпітера — 3,229.